# Pierre Chasselat
Pour les articles homonymes, voir Chasselat.
Pierre Chasselat (Paris, 1747 - Paris, 16 février 1814) est un peintre et dessinateur français.

## Biographie
Élève de Joseph-Marie Vien, il exécuta entre 1793 et 1810 un certain nombre de dessins retouchés à l'aquarelle et de miniatures. On connaît de lui un portrait gravé de Louis XVII en prière. Il illustra quelques ouvrages dont un remarquable Voyage sentimental de Laurence Sterne (1803).

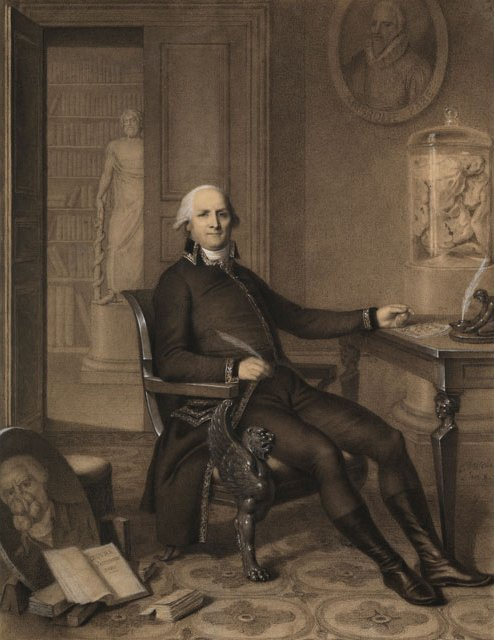
Portrait gravé du chirurgien Ange-Bernard Imbert-Delonnes

Les frères Goncourt possédaient de lui quelques dessins.
Sa peinture La tentation de saint Antoine est conservée au musée Bernard-d'Agesci à Niort et le musée des Augustins de Toulouse vient d’acquérir une huile représentant le repos de Belisaire (1812).
Sa gravure du chirurgien militaire Ange-Bernard Imbert-Delonnes (1747-1818) réalisée en 1799, révèle en arrière-plan un bocal contenant sans doute une énorme tumeur provenant de l'opération menée sur Charles Delacroix, le père du peintre Eugène Delacroix, opéré en 1797.
Il est le père de Charles-Abraham Chasselat, également peintre. 
Domicilié au 11, rue Jacob, Chasselat meurt à Paris le 16 février 1814 à l'âge de 66 ans.